# Abacetus angolanus
Abacetus angolanus là một loài bọ chân chạy thuộc phân họ Pterostichinae. Loài này được Straneo mô tả lần đầu năm 1940 và là loài đặc hữu của Angola.